# Thác nước Maria Cristina

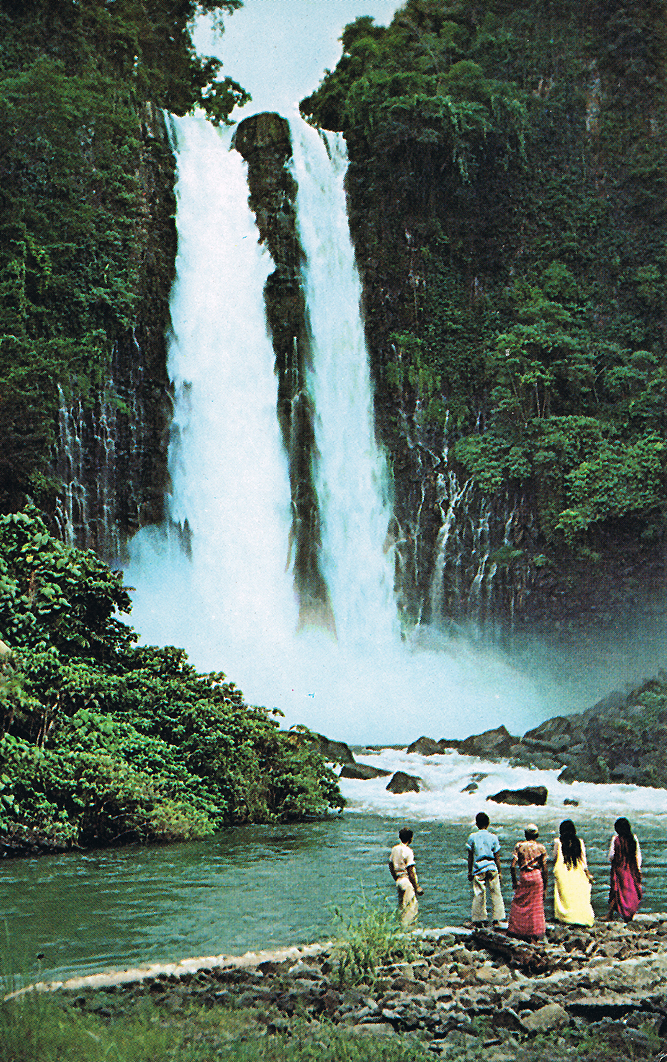
Maria Cristina Falls

Thác nước Maria Cristina là thác nước của sông Agus trên đảo Mindanao ở Philippines.. Nó đôi khi được gọi là "thác nước đôi" vì dòng chảy được tách ra bởi một tảng đá ở bờ của thác nước. Đây là một địa điểm nổi bật của thành phố Iligan, được mệnh danh là Thành phố các Thác nước Hùng vĩ vì có hơn 20 thác nước trong phạm vi khu vực thành phố. Nằm cách thành phố 9,3 km về phía tây nam của thành phố, nằm ở ranh giới của Barangays Maria Cristina, Ditucalan và Buru-un. Được biết đến với sự hùng vĩ tự nhiên của nó, thác nước cao 320 feet (98 mét) cũng là nguồn điện chính cho các ngành công nghiệp của thành phố, được khai thác bởi Nhà máy thủy điện Agus VI..

## Nhà máy thủy điện Agus VI
Maria Cristina Falls quyền hạn cho Nhà máy thủy điện Agus VI, một trong vài nhà máy thủy điện khai thác sông Agus. Nhà máy điện có công suất tiềm năng 200 MW  cung cấp bởi dòng nước khoảng 130 mét khối / giây.
Agus VI được điều hành bởi Tổng công ty Điện lực quốc gia và được ủy thác vào ngày 31 tháng 5 năm 1953. Theo kế hoạch phát triển siêu đô thị Mindanao của Tổng thống Gloria Macapagal-Arroyo, dự án nâng cấp trị giá 1.856 tỷ peso của Agus VI sẽ được triển khai.